# Šrí Rámakršna
Šrí Rámakršna, bengálsky রামকৃষ্ণ পরমহংস (18. únor 1836, Kamarpukur – 16. srpen 1886, Kalkata) byl indický mystik a hinduistický filozof, klíčová postava hinduismu 19. století. Často byl nazýván titulem Paramahansa („nejvyšší labuť“). Byl učitelem Svámí Vivékánandy. Krom hinduismu přijal i islám a křesťanství.